# Roman Doganowski
Roman Marian Doganowski (ur. 3 lipca 1947) – polski samorządowiec i geodeta, nauczyciel akademicki, w latach 1990–1994 prezydent Zielonej Góry.

## Życiorys
Pochodzi z Elbląga, później zamieszkał w Sopocie i Wrocławiu. Absolwent Technikum Geodezyjnego we Wrocławiu oraz Wyższej Szkoły Rolniczej w tym mieście (1971), później ukończył też administrację na Uniwersytecie im. Adama Mickiewicza w Poznaniu. Od lat 70. pracował jako kierownik w Okręgowym Przedsiębiorstwie Geodezyjno-Kartograficznym i Biurze Projektów Wodnych Melioracji w Zielonej Górze.
18 czerwca 1990 z rekomendacji Komitetu Obywatelskiego „Solidarności” uchwałą Rady Miejskiej w Zielonej Górze I kadencji został wybrany na urząd prezydenta Zielonej Góry. Funkcję sprawował do 12 września 1994. Przez kilka kadencji zasiadał w radzie miejskiej Zielonej Góry, w latach 1998–2002 reprezentował w niej AWS, jednak wystąpił z tego klubu w 2001 roku. W 2006 ogłoszono go kandydatem na prezydenta miasta z ramienia komitetu Moje Miasto, jednak wycofał swoją kandydaturę, gdy policja zatrzymała go prowadzącego samochód pod wpływem alkoholu. Zajął się prowadzeniem własnej agencji nieruchomości, został również wykładowcą Uniwersytetu Zielonogórskiego i Państwowej Wyższej Szkoły Zawodowej w Sulechowie. Autor publikacji z zakresu rynku nieruchomości i administracji publicznej, brał udział w pracach nad projektami ustaw w tym zakresie. Został także wiceprzewodniczącym Komisji Gospodarki Nieruchomościami Związku Miast Polskich.